# Roma Gąsiorowska

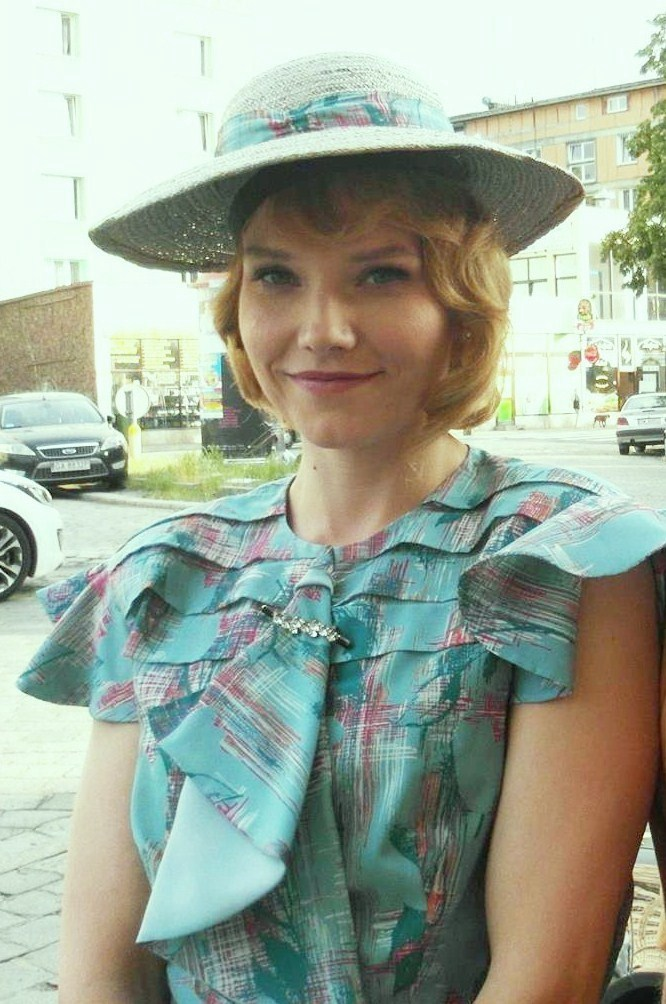
Roma Gąsiorowska

Roma Gąsiorowska-Żurawska (* 29. Januar 1981 in Bydgoszcz) ist eine polnische Schauspielerin.
Roma Gąsiorowska studierte Schauspiel an der staatlichen Schauspielschule PWST in Krakau. Bereits während ihrer Studienzeit begann sie die Zusammenarbeit mit dem Teatr Rozmaitości in Warschau. Ihr Theaterdebüt gab sie hier 2003 in Disco Pigs unter der Regie von Krzysztof Jaworski. 2005 beendete sie ihr Studium mit der Diplomvorstellung Das kalte Kind von Marius von Mayenburg unter der Regie ihres Schauspiellehrers Jan Peszek. Für ihre Darstellung in dieser Vorstellung wurde sie auf dem Theatertreffen von Kalisz ausgezeichnet. Seit Beendigung ihres Studiums ist sie Ensemblemitglied des Teatr Rozmaitości.
Ihr Filmdebüt gab sie unter der Regie von Jerzy Stuhr 2003 in Pogoda na jutro. 2009 spielte sie an der Seite von Krystyna Janda und Jan Englert in Andrzej Wajdas Der Kalmus. Im gleichen Jahr spielte sie die weibliche Hauptrolle in Xawery Żuławskis Film Wojna polsko-ruska nach dem gleichnamigen Roman von Dorota Masłowska.

## Wichtige Theaterproduktionen
- 2003: Disco Pigs – Regie: Krzysztof Jaworski
- 2004: Bash – Regie: Grzegorz Jarzyna
- 2006: Giovanni – Regie: Grzegorz Jarzyna
- 2006: Dwoje biednych Rumunów mówiących po polsku – Regie: Przemysław Wojcieszek
- 2009: Między nami dobrze jest – Regie: Grzegorz Jarzyna

## Filmografie (Auswahl)
- 2003: Pogoda na jutro – Regie: Jerzy Stuhr
- 2008: Rozmowy nocą – Regie: Maciej Żak
- 2009: Wojna polsko-ruska – Regie: Xawery Żuławski
- 2009: Der Kalmus (Tatarak) – Regie: Andrzej Wajda
- 2009: Zero – Regie: Paweł Borowski
- 2011: Suicide Room (Sala samobójców) – Regie: Jan Komasa
- 2011: Ich heiße Ki (Ki) – Regie: Leszek Dawid
- 2011: Listy do M. – Regie: Mitja Okorn
- 2012: Kac Wawa – Regie: Łukasz Karwowski
- 2015: Listy do M. 2  – Regie: Maciej Dejczer
- 2018: Serce nie sluga – Regie: Filip Zylber
- 2019: 1800 gramów – Regie: Marcin Glowacki
- 2019: Cale szczescie – Regie: Tomasz Konecki
- 2019: Dunkel, fast Nacht (Ciemno, prawie noc) – Regie: Borys Lankosz
- 2020: Amatorzy  – Regie: Iwona Siekierzynska
- 2022: Stundenplan ( Plan lekcji) – Regie: Daniel Markowicz
- 2023: Heute schläfst du mit mir (Dzisiaj spisz ze mna) – Regie: Robert Wichrowski
- 2023: Rój – Regie: Bartek Bala